# إعداد واي فاي المحمي

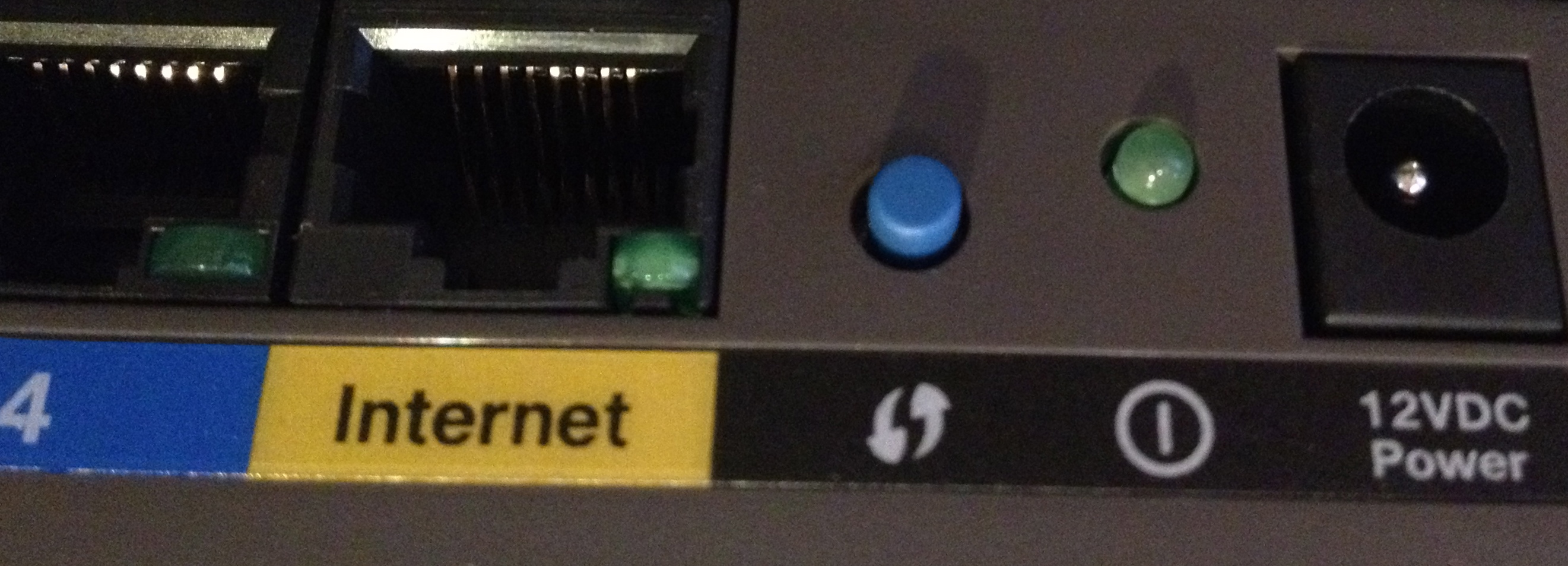
زر الـ"wps" على جهاز الرواتر يظهر الرمز الذي حدده تحالف واي فاي لهذه التقنية

إعداد واي فاي المحمي (بالإنجليزية: Wi-Fi Protected Setup) أو بالاسم المختصر "WPS" أو بالمسمى الأصلي الاعداد البسيط للواي
فاي "Wi-Fi Simple Config" هو معيار أمن الشبكات اللاسلكية، تم انشاؤه لتأمين اتصال آمن ضمن الشبكات المنزلية اللاسلكية ضد هجمات المخترقين.
أي يمكن للمستخدم الدخول على شبكة الواي فاي المنزلية بدون كلمة سر معقدة للشبكة، فقط يضغط زر في الراوتر كما هو موضح بالصورة، أو يُدخل الرقم التسلسلي لهذا الراوتر فقط.
أنشأت هذا البروتوكول مؤسسة تحالف الواي فاي "Wi-Fi Alliance" عام 2006، والهدف من هذا البروتوكول هو السماح للمستخدمين في المنازل الذين لا يعرفون سوى القليل عن أمن الشبكات اللاسلكية وعن خيارات الأمان المتوفرة بإضافة اتصال عبر الواي فاي المحمي بدون إدخال كلمات سر طويلة أو معقدة.
تم الكشف عن خلل أمني كبير في هذا البروتوكول في ديسمبر 2011، حيث سمح هذا الخلل للمخترقين بالدخول إلى شبكة الواي فاي المحمية في غضون ساعات قليلة.

## الوسائط
هذا المعيار الغاية منه السهولة في الاستخدام والأمن بالتشفير، حيث يسمح هذا النظام بإمكانية إضافة جهاز اتصال جديد (كمبيوتر، جوال..الخ) على الشبكة اللاسلكية المنزلية الواي فاي بأربعة طرق :
- طريقة إدخال رقم التعريف الشخصي "PIN" .
- طريقة ضغط الزر.
- طريقة الحقل القريب طريقة الاتصال.
- طريقة وحدة الذاكرة الفلاشة "USB".

## المصدر
- ترجمة من الويكيبيديا الأنكليزية.